# 猪木アリ状態
猪木アリ状態（いのきアリじょうたい）とは、総合格闘技において見られる現象・戦法である。アメリカの格闘ジャーナリストのジョシュ・グロスによるとブラジリアン柔術ではスクートポジションと呼ばれているとしている。ブラジリアン柔術の大賀幹夫はテンポラリーガードと名付けた。

## 形態
一人が立った状態で、相手が寝ている、または脚を相手につきだして座ったまま膠着している状態をさして、「猪木アリ状態」という。一般的に打撃に長けた選手が立った側、寝技に長けた選手が寝ている側の場合発生することが多く、お互いがお互いの得意な立ち技、寝技での勝負に持ち込もうとしたままの状態である。
このポジションの時、寝ている方は相手に足を向け牽制を図る。立っている方の選手の膝の皿をキックで破壊したり、立っている選手の顎を蹴ってノックアウトしたケースも過去にはあるが、基本的には防御の体勢である。試合でよくこの状態になるブラジリアン柔術を得意とする選手が総合格闘技でグラウンドの攻防に持ち込むため、この戦法を使うことが多い。伝統派空手の試合においても倒れた空手家はすぐにこの体勢をとる。そうしなければ、下段突きなどで一本をとられる危険が高い。退屈だが、立った相手のパンチを受けたくないグラップラーにとっては有効な戦略である。
一方立っている方は相手の脚にローキックを繰り出す事が可能である。飛び掛ってグラウンドポジションを取ることは可能であるが、マウントポジションやサイドポジションを取る事は容易ではない。大抵はインサイドガードポジションの体勢となり、そこから有利なポジションへ移行しなければならない。また、寝技を得意とする下の選手から三角絞めや腕ひしぎ十字固めを仕掛けられるリスクがある。
猪木アリ状態では、寝ている側が比較的安全であり、立っている側がうかつに攻めに向かうと関節を取られかねないため、この状態になると両者が牽制し合い、膠着に陥る事が多い。そのため、プロ総合格闘技の興行においてはしばらく待って両者に動きが見られないと、レフェリーがブレイクを宣言し、両者を立たせた状態に戻して試合を再開させることが多い。この際、レフェリーが寝ている側を消極的と判断して、警告を与えて減点の対象にする事もある。
グラウンドポジションでの頭部への蹴り攻撃が許されていた総合格闘技興行PRIDEでは、頭部への膝蹴りを避けるためテイクダウンに失敗した選手がすぐに仰向けになって、猪木アリ状態となるケースも散見された。
UFC、DREAMなどの興行では頭部への蹴りが禁止されているため、猪木アリ状態になることは比較的少ない。
柔道では1928年の書籍『柔道精解』や1930年の書籍『明治神宮競技規則 再版』に掲載された明治神宮競技大会（国体、国スポの前身）の柔道の審判規定では「対士より離れて故意に仰向けの姿勢を取ること」と表現された猪木アリ状態は禁止となる。1929年からの昭和天覧試合でも禁止となった。

## 由来
1976年6月26日に行われた異種格闘技戦アントニオ猪木対モハメド・アリの試合は、プロレスで行われている頭突き、肘打ち、膝蹴り、スタンド状態での蹴りなどが禁止されていたといわれる。このため、新日本プロレスの猪木は対策としてスライディング式のローキック（いわゆるアリキック）を放ち、必然的に蹴りの後、仰向けに寝た状態を作らざるをえなかったのである。この一件から上記のような状態を「猪木アリ状態」と呼ぶようになった。
猪木は、『ゴング格闘技 2014年5月号』のインタビューで、かつて明治初期から昭和初期に行われていた柔道vsボクシング（拳闘）の柔拳において柔道家が対ボクサー相手にこの戦法を取っていたことを映像で見ていたことから、自身も対ボクサーのアリ戦に自然とこの形を取ったことを語っている。

## 猪木アリ状態の打開
上側の選手のもっとも基本的で簡単な打開法は、寝技で密着し、パスガードすることである。大賀幹夫は相手が背を着いている場合、両手で相手の両脚の下穿きを掴む「ダブルパンツ」は対初心者なら良いが、左手で相手の右の下穿きを持つ「シングルパンツ」でパスガードを始めることを薦めている。問題は上側の選手が寝技が不得意などの理由で密着しない場合である。寝技を用いない打開方法としては以下のものが挙げられる。
- ブラジルのブラジリアン柔術のルイス・ペデネイラス、シュートボクセ・アカデミーに所属するヴァンダレイ・シウバやマウリシオ・ショーグンは、相手の足を大きく飛び越えて寝ている相手の上半身を踏みつけたり、相手の顔面をキックする戦法で密着せずに打開した（ただしこの戦法は、寝ている選手の頭部にキックが許されるルールでのみ可能である）。
- レオナルド・ヴィエイラは1997年の世界柔術選手権において側転によりパスガードし、打開した。
- 桜庭和志は、ホイス・グレイシー戦などで強烈なローキックで相手の足にダメージを蓄積させる戦法を取った。しかし、浮かしている脚に蹴りでダメージを与えるのは難しく、また、すぐにブレイクが宣言されるため、この戦法は牽制くらいにしかならなくなった。また桜庭は相手の足を抱え水平方向に回し、相手の背中へ摩擦熱によるダメージを与える技「炎のコマ」を見せたこともある。
  - 船木誠勝がヒクソン・グレイシーとの試合で桜庭と同様、ローキックで脚部にダメージを与える戦法を取っている。しかしヒクソンは蹴りの戻り際に軸足が無防備になるという欠点を見抜いており、船木は膝頭をかかとで思い切り蹴られ「膝の中で骨や靭帯がグニョグニョするのが判る」というほど致命的なダメージを負った。
- マウリシオ・ショーグンは、腰を瞬時にスイッチさせパウンドを放つ、という戦法でアリスター・オーフレイムを一撃で失神させ打開した。打撃の正確さと瞬発力が要求されるがリスクは比較的少なく、パウンドが認められているルールではポピュラーな戦法である。

下側の選手の打開法としては、ヘンゾ・グレイシーがオレッグ・タクタロフをノックアウトしたハイキックなどがある。
また、上側が下段突きを仕掛けてきた場合に腕を掴めたら腕関節を、ローキックを仕掛けてきた場合に足首や膝を取れたら脚関節を行うことにより対処する事も可能である（ガードポジション参照）。